# Mimsy Farmer
Pour les articles homonymes, voir Farmer.
Mimsy Farmer [ˈmɪmzi fɑɹmɚ], née Merle Farmer le 28 février 1945 à Chicago, est une actrice franco-américaine ayant fait carrière en Europe.
Elle est surtout connue pour ses films français comme More, La Route de Salina, Deux hommes dans la ville ou  La Traque ou ses gialli italiens comme Quatre Mouches de velours gris, Le Parfum de la dame en noir ou Le Chat noir. À la fin des années 1980, elle abandonne le métier d'actrice pour se consacrer à la sculpture, à la peinture et aux décors pour le théâtre et le cinéma.

## Biographie

### Famille et formation
Née de père américain et de mère française, Mimsy Farmer commence sa carrière d'actrice alors qu'elle est encore enfant, en jouant des rôles dans des séries télévisées comme Perry Mason. À seize ans, elle joue dans La Montagne des neuf Spencer de Delmer Daves, avec Henry Fonda, qui lui permet de lancer sérieusement sa carrière. Plus tard, elle se marie, travaille pendant un an comme aide-soignante puis tourne à nouveau pour le cinéma, avant de s'installer en Europe où se déroule ensuite l'essentiel de sa carrière.
Son prénom de scène vient d'un passage d'un poème de Lewis Carroll, Jabberwocky : All mimsy were the borogoves (« Tout flivoreux étaient les Borogoves » selon la traduction d'Henri Parisot). L'adjectif inventé mimsy y est un mot ad hoc mélangeant miserable (« misérable ») et flimsy (« frêle »). Henri Parisot l'a traduit par flivoreux mélangeant les mots frivole et malheureux.

### Carrière d'actrice

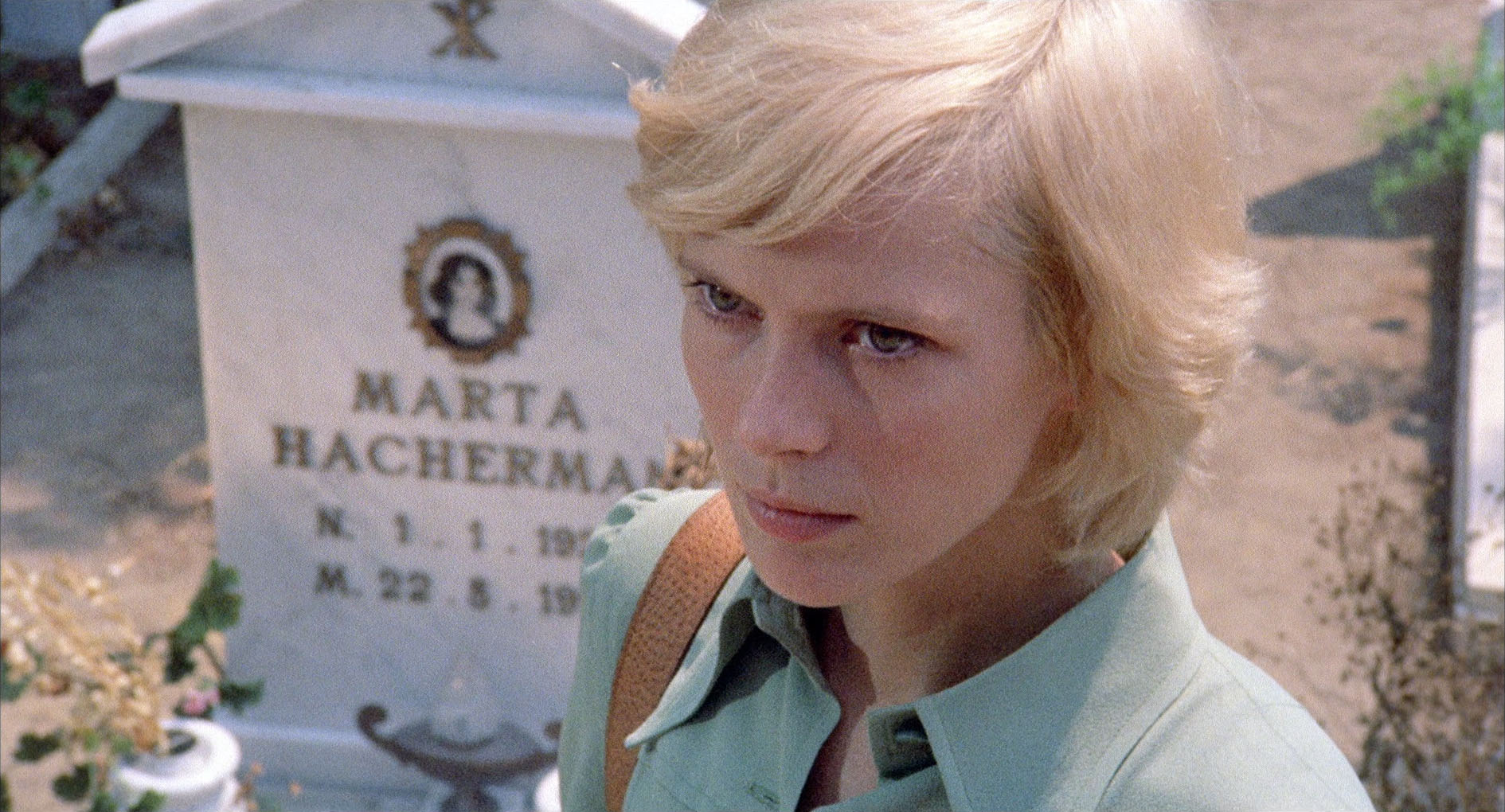
Dans Le Parfum de la dame en noir (1974).

En 1969, elle tient le rôle féminin principal de More, réalisé par Barbet Schroeder. Ce film, qu'elle trouve « médiocre », remporte à l'époque un grand succès et fait d'elle une vedette, lui donnant l'image d'une « égérie » du mouvement hippie. Elle déclare par la suite : « Quand le film est sorti, tout le monde croyait que j’étais droguée, mais je n’étais ni hippie ni droguée. J’étais normale, presque ennuyeuse ».
Elle enchaîne les tournages pendant les années 1970, travaillant entre autres sous la direction des frères Taviani, Georges Lautner, José Giovanni, Claude Goretta, Dario Argento et Aleksandar Petrović. En 1975, elle joue dans le film La Traque, de Serge Leroy, où elle incarne une jeune Anglaise violée et poursuivie par un groupe de chasseurs et qui est son préféré dans sa filmographie.
Dans les années 1980, les propositions au cinéma se font moins intéressantes. Elle apparaît dans plusieurs gialli italiens puis, peu motivée par la célébrité et ayant à l'époque des problèmes de santé, elle décide en 1988 de mettre un terme à sa carrière de comédienne. Elle accepte cependant de faire une apparition dans Safari, un téléfilm réalisé en 1991 par son ami Roger Vadim.
Mimsy Farmer vit en France, résidant principalement dans le Loiret. Depuis 1992, elle réalise avec son mari des sculptures pour les décors de théâtre (Théâtre de l'Opéra de Bordeaux, Théâtre antique d'Orange, Théâtre des Variétés) et pour le cinéma (Troie, Marie-Antoinette, Charlie et la Chocolaterie, Blueberry, l'expérience secrète, À la croisée des mondes : La Boussole d'or, Les Gardiens de la Galaxie, Le Pacte des loups, Océans).

### Vie privée
Mariée une première fois avec un cascadeur, Mimsy Farmer épouse en secondes noces l'écrivain et scénariste italien, Vincenzo Cerami, dont elle a divorcé en 1986, avec qui elle a eu une fille, Aisha Cerami (it), en 1970, qui vit en Italie et qui est, elle aussi, comédienne. Son troisième mari est le sculpteur-décorateur de cinéma Francis Poirier, avec qui elle travaille.

## Filmographie

### Cinéma

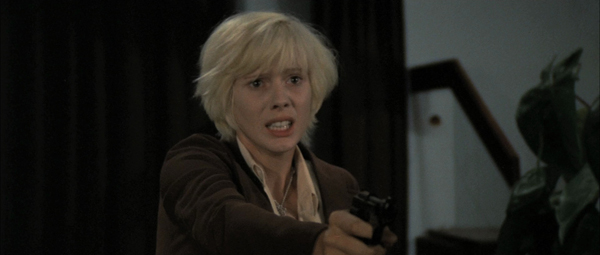
Dans Quatre Mouches de velours gris (1971).

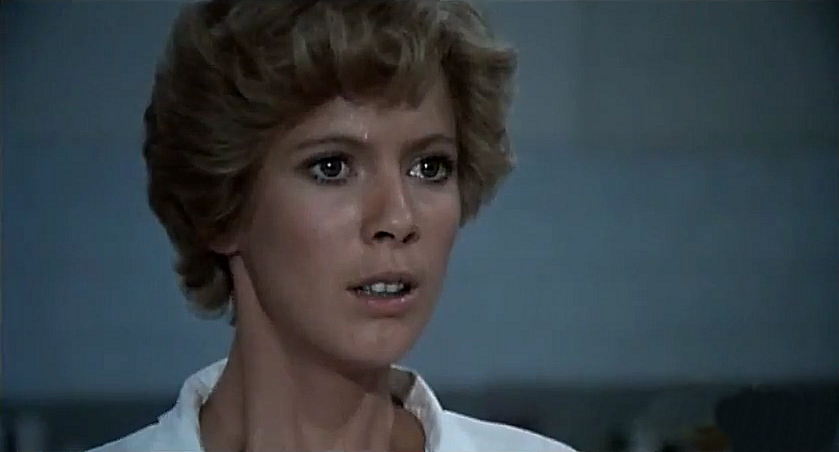
Mimsy Farmer dans Frissons d'horreur en 1975.

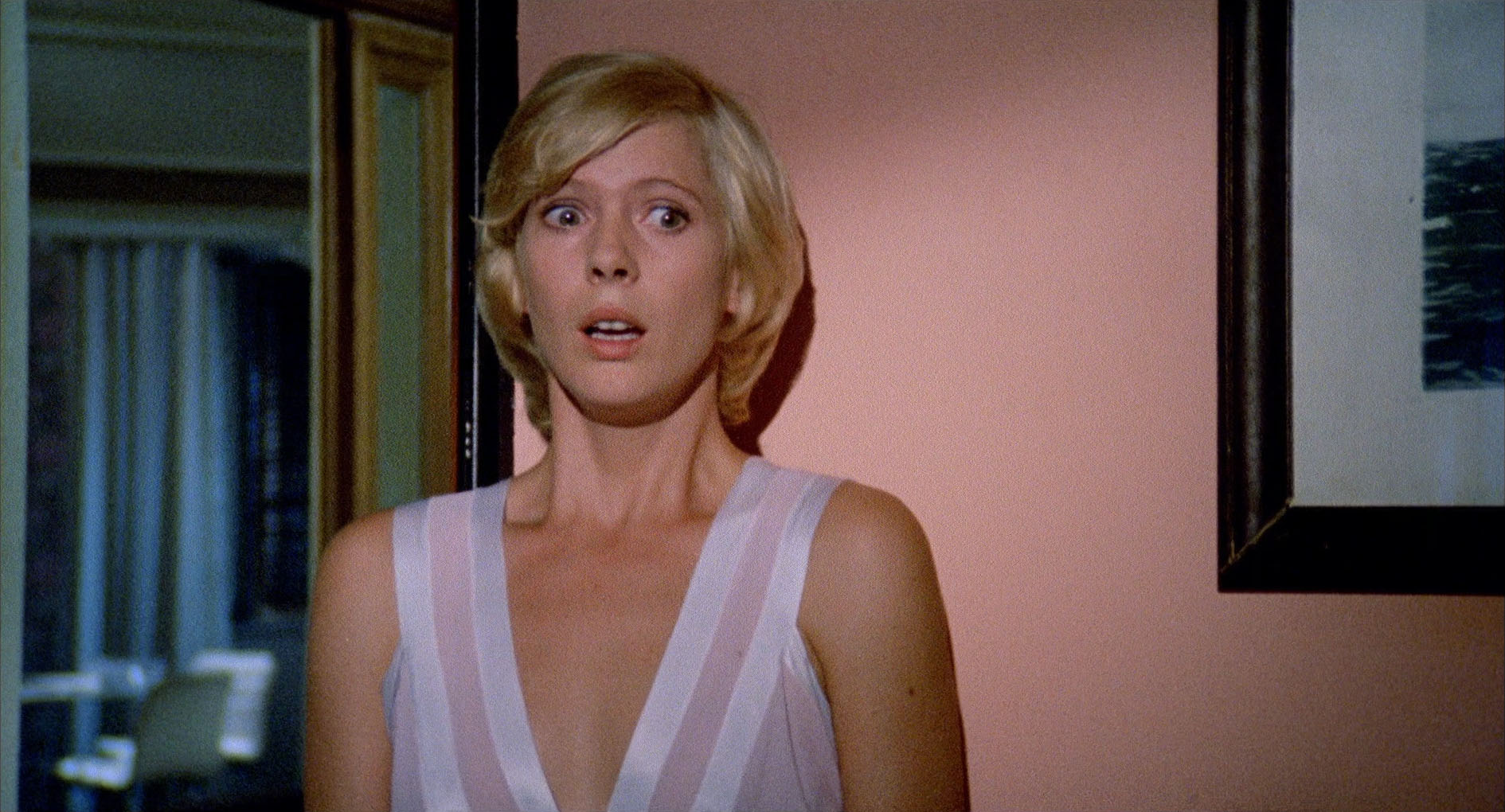
Dans Le Parfum de la dame en noir (1974).

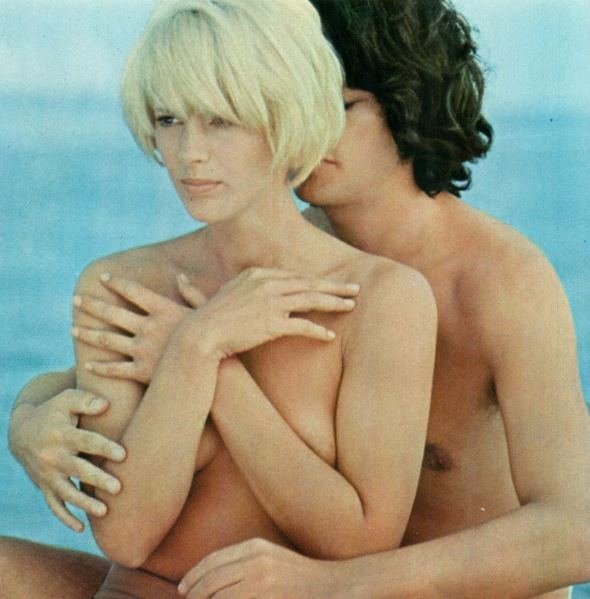
Mimsy Farmer et Giovanni Rosselli dans Corpo d'amore en 1972.

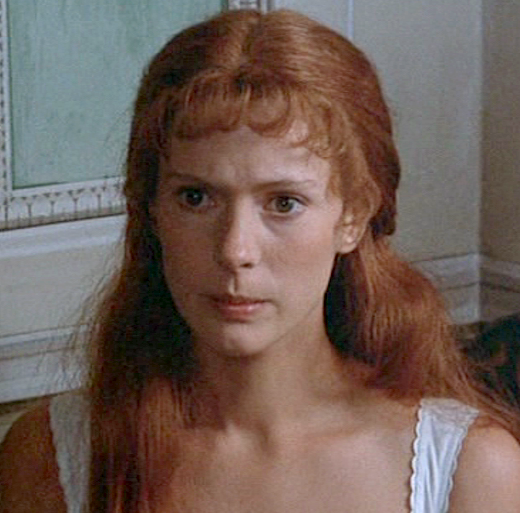
L'actrice dans Allonsanfan en 1974.

- 1961 : Gidget à Hawaï (Gidget Goes Hawaiian) de Paul Wendkos : Une fille dans le vestibule
- 1963 : La Montagne des neuf Spencer (Spencer's mountain) de Delmer Daves : Claris Coleman
- 1965 : Fièvre sur la ville (Bus Riley's back in the town) de Harvey Hart : Paula
- 1967 : Riot on Sunset Strip d'Arthur Dreifuss : Andy
- 1967 : Les Anges de l'enfer (Devil's Angels) de Daniel Haller : Marianne
- 1967 : Terreur au kilomètre (Hot Rods to Hell) de John Brahm : Gloria
- 1968 : The Wild Racers de Daniel Haller : Katherine Pearson
- 1969 : More de Barbet Schroeder : Estelle Miller
- 1970 : Michel Strogoff d'Eriprando Visconti : Nadia
- 1971 : La Route de Salina (Road to Salina) de Georges Lautner : Billie
- 1971 : Quatre Mouches de velours gris (Quattro mosche di velluto grigio) de Dario Argento : Nina Tobias
- 1972 : Le Maître et Marguerite (Мајстор и Маргарита) d'Aleksandar Petrovic : Margareta Nikolaïevna
- 1972 : La Vie en jeu (La vita in gioco) de Gianfranco Mingozzi : Anna
- 1972 : Corpo d'amore de Fabio Carpi : La femme
- 1973 : La faccia violenta di New York de Jorge Darnell : Milena
- 1973 : Deux hommes dans la ville de José Giovanni: Lucy
- 1973 : Les Mille et Une Mains de Souheil Ben Barka : Nadine
- 1974 : Allonsanfan, de Paolo et Vittorio Taviani : Francesca
- 1974 : Le Parfum de la dame en noir (Il profumo della signora in nero) de Francesco Barilli : Silvia Hacherman
- 1974 : Les Suspects, de Michel Wyn : Candice Strasberg
- 1975 : La Traque de Serge Leroy : Helen Wells
- 1975 : Frissons d'horreur (Macchie solari) de Armando Crispino : Simona Sana
- 1977 : Antonio Gramsci: i giorni del carcere de Lino Del Fra : Giulia
- 1978 : Rêve de singe (Ciao maschio), de Marco Ferreri : Un membre de la troupe de théâtre
- 1978 : L'Amant de poche, de Bernard Queysanne : Héléna
- 1979 : SOS Concorde (Concorde Affaire '79) de Ruggero Deodato : Jean Beneyton
- 1980 : Même les mômes ont du vague à l'âme de Jean-Louis Daniel : Charlotte
- 1980 : La légion saute sur Kolwezi, de Raoul Coutard : Annie Debrinn
- 1981 : Le Chat noir (Gatto nero), de Lucio Fulci : Jill Travers
- 1982 : La Mort de Mario Ricci, de Claude Goretta : Cathy Burns
- 1982 : La Fille de Trieste (La ragazza di Trieste), de Pasquale Festa Campanile : Valeria
- 1983 : Le Quatuor Basileus (Il quartetto Basileus), de Fabio Carpi : Mlle Permamint
- 1984 : Don Camillo, de Terence Hill : Jo Magro
- 1984 : Nom de code : Oies sauvages (Arcobaleno selvaggio) d'Antonio Margheriti : Kathy Robson
- 1986 : Sensi de Gabriele Lavia : Maîtresse Micòl
- 1986 : La ragazza dei lillà de Flavio Mogherini : Eleonora
- 1986 : Le Camping de la mort (Camping del terrore) de Ruggero Deodato : Julia Ritchie
- 1987 : Poisons de Pierre Maillard : Anne
- 1990 : Il segreto dell'uomo solitario d'Ernesto Guida : Sara

### Télévision
- 1962 : Mes trois fils (My Three Sons) (Série TV) : Janee Holmes
- 1962-1963 : The Donna Reed Show (Série TV) : Laurie / Laurie Lessing / Joanne Wells
- 1963 : The Adventures of Ozzie and Harriet (Série TV) : Virginia
- 1964 : Haute Tension (Kraft Suspense Theatre) (Série TV) : Joan
- 1964 : Au-delà du réel (The Outer Limits) (Série TV) : Denise Ward
- 1964 : Perry Mason (Série TV) : Sande Lukins / Kathy Anders
- 1964 : Lassie (Série TV) : Jetta
- 1965 : Hank (Série TV) : Barbara
- 1966 : Honey West (Série TV) : Tina
- 1966 : Mister Roberts (Série TV) : Peachy Keane
- 1966 : Sur la piste du crime (The F.B.I.) (Série TV) : Jody Conners / Sue Wallace
- 1966 : Laredo (Série TV) : Lorrie Thatcher / Antonia
- 1978 : Les Pieds poussent en novembre de Pierre Viallet (Téléfilm) : Betsy
- 1979 : Martin Eden (Série TV) : Lizzie Connolly
- 1980 : Orient-Express de Claude Barma (Série TV) : une femme
- 1980-1981 : Il treno per Istanbul de Gianfranco Mingozzi (Téléfilm) : Coral Musker
- 1982 : La Déchirure de Franck Apprederis (Téléfilm) : Elia
- 1983 : Un foro nel parabrezza de Sauro Scavolini, téléfilm : Daniza
- 1983 : Arabesque (Murder She Wrote) (Série TV)
- 1984 : La bella Otero de José María Sánchez (Téléfilm) : Valentina de Bruges
- 1984 : Mio figlio non sa leggere d'Ugo Pirro (Téléfilm)
- 1985 : Fratelli de Loredana Dordi (Téléfilm)
- 1986 : Atelier de Vito Molinari (Série TV) : Dr. Serena Corte
- 1986 : Quando arriva il giudice de Giulio Questi (Série TV) : Clara
- 1987 : Sei delitti per padre Brown de Vittorio De Sisti (Série TV)
- 1988 : Série noire de José Giovanni  (Série TV) : Liliane
- 1989 : Ceux de la soif de Laurent Heynemann (Téléfilm) : Comtesse Von Kleber
- 1991 : Safari de Roger Vadim (Téléfilm) : Ingrid